# براد جنكينز
براد جنكينز (بالإنجليزية: Brad Jenkins)‏ هو لاعب كرة قدم أمريكية أمريكي، ولد في عقد 1950 في نورث بلات في الولايات المتحدة.